# Zisterzienserinnenabtei Florival
Die Zisterzienserinnenabtei Florival war von 1218 bis 1796 ein Kloster der Zisterzienserinnen in Archennes/Eerken, Grez-Doiceau, Provinz Wallonisch-Brabant, in Belgien.

## Geschichte
1218 wurde in Archennes, nordöstlich Wavre, an der Dijle das Zisterzienserinnenkloster Florival (lateinisch: Florida-Valle) gegründet, nachdem ein vorher am Ort befindliches Benediktinerinnenkloster Mühe hatte zu überleben. Nach Plünderungen, Brandschatzungen und Zerstörungen im 16. und 17. Jahrhundert, welche die Nonnen zwangen, vorübergehend nach Löwen, Brüssel oder Namur zu flüchten, wurde das Kloster im 18. Jahrhundert wieder aufgebaut, im Zuge des Vordringens der Französischen Revolution jedoch 1796 geschlossen und abgerissen. Im Schloss Florival aus dem 19. Jahrhundert befindet sich heute eine Schule des belgischen Zivilschutzes. Ferner tragen ein Bahnhof und eine Straße den Namen des ehemaligen Klosters.